# سیارک ۴۸۷

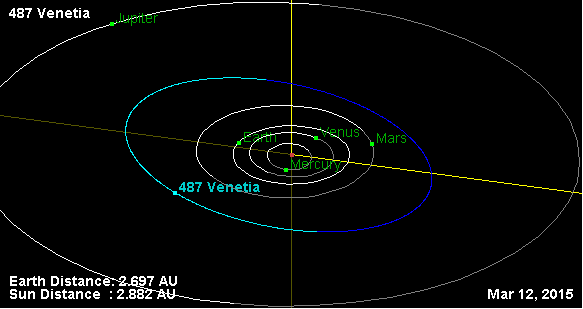
نمایی از محل قرارگیری سیارک ۴۸۷ در مدار – ۲۰۱۵

سیارک ۴۸۷ (به انگلیسی: 487 Venetia، نامگذاری:1902JL) چهارصد و هشتاد و هفتمین سیارک کشف شده‌است که در ۹ ژوئیه ۱۹۰۲ و در هایدلبرگ کشف شد.
قدر مطلق سیارک برابر ۸٫۱۴ است.